# VerserK
VerserK（ヴェルセルク）は、日本のプロレス団体DRAGON GATEにかつて存在したヒールユニットである。

## 概要

### 前史
2015年8月30日、博多大会におけるツインゲート統一タッグ選手権試合（土井成樹&YAMATOVS鷹木信悟&T-Hawk）にて鷹木がT-Hawkを裏切り土井組と結託（タイトルマッチは土井組が防衛）。その後、T-Hawkと決別していた旧ミレニアルズ勢のEita&Kotoka、土井組と同じ旧MAD BLANKEY勢のサイバー・コング&問題龍が合流。

### 2015年
9月23日、大阪大会にて正式結成。同日、タッグリーグ公式戦における同門対決（土井&YAMATO VS Eita&Kotoka）にてEitaに集中砲火を浴びせ、結成からわずか2時間弱で追放。
10月8日、後楽園大会におけるMr.キューキュー"谷嵜なおき"豊中ドルフィンとジミー・クネスJ.K.S.のシングルマッチ後に乱入。谷嵜がジミーズを裏切り加入。また、リングネームを元の「谷嵜なおき」に戻した。

### 2016年
2月14日、博多大会で鷹木がジミー・ススムにドリームゲートを奪われたことによりYAMATOとの間に亀裂が生じる。
3月6日、大阪大会で鷹木がススムからドリームゲートを奪還するもYAMATOとの関係は修復される事はなかった。
3月21日、和歌山大会において土井、谷嵜とKotokaも衝突し始める。
4月7日、後楽園大会においてメンバーの誤爆が相次ぎYAMATO派（YAMATO、土井、谷嵜）と鷹木派（鷹木、サイバー、Kotoka）の2つに完全分裂。6人は5月5日名古屋大会の金網マッチで激突することになった（問題龍は中立を貫いている）。
5月5日、金網マッチで問題龍以外の6人が金網マッチに出場。最初に谷嵜がエスケープし、次にサイバー、鷹木がエスケープし、残りは土井・YAMATO・Kotokaになる。圧倒的にKotokaが不利になると思われたが、YAMATOが旗を取ろうとした瞬間、谷嵜がYAMATOにミスト攻撃を食らわせ裏切る。そして、鷹木たちが金網の鍵を開け、ロープを外したりと大暴れ。そして鷹木が土井にボードで攻撃し、土井が受け止め鷹木から奪い鷹木に攻撃すると見せかけてYAMATOに攻撃。土井もYAMATOを裏切り、YAMATOが圧倒的不利な状況に陥ってしまい、Kotokaがエスケープしてしまうと思われたがバックステージからKzyとヨースケ♡サンタマリアが登場してKotokaを妨害する。それでもエスケープを試みようとするもさらに欠場中のB×Bハルクが登場。Kotokaを引きずり落とし、E.V.Oとファースト・フラッシュを決め、YAMATOがギャラリアを決める。それにより完全にKotokaはダウン。その隙にYAMATOはエスケープし、Kotokaは坊主になった。その後、土井がYAMATOに追放を宣告する（YAMATOはハルクらとTRIBE VANGUARDを結成）。
5月12日、後楽園ホールで行われた土井・谷嵜組vs吉野正人・しゃちほこBOY組のタッグマッチの試合中に土井からの呼び寄せで3月の後楽園大会で11年ぶりに登場（吉野からの呼び寄せによる）を果たした"brother"YASSHIが再登場。7期生の同期であったかつての仲間・吉野を裏切り、土井と結託してVerserK入りした。
9月25日、T-HawkがMONSTER EXPRESSを離脱して加入。
9月29日、エル・リンダマンがOVER GENERATIONを離脱して加入。
10月12日、MONSTER EXPRESSとの解散マッチを行い、勝利する。試合後に土井が追放されたほか、試合中にDr.マッスルに扮したKotokaがT-Hawkに攻撃を加えて逃走。
10月23日、Kotokaが登場し自分はVerserkであり、T-Hawkとリンダマンの加入に納得がいっていないことをアピールすると、T-Hawkらから椅子攻撃を受け追放される。
12月25日、福岡国際センター大会でサイバー・問題龍・リンダマンがオープン・ザ・トライアングルゲート王座決定3wayマッチに出場、鷹木・T-HawkがCIMA・ドラゴン・キッド（CK-1）の持つツインゲート王座に挑戦。

### 2017年
2月2日、パンチ富永がOVER GENERATIONを離脱して加入。
3月4日、大阪大会で鷹木・T-Hawk・サイバーがジミーズを破りオープン・ザ・トライアングルゲート王座を獲得。
3月8日、問題龍がOVER GENERATIONに引き抜かれ離脱。
3月21日、和歌山大会で土井・ビッグR清水・Ben-Kとの防衛戦が組まれるも、直前にサイバーの負傷により王座返上。代わりにYASSHIを入れて王座決定戦に臨むも、土井組に敗れ王座奪還はならず。
5月5日、愛知県体育館大会でのマスカラ・コントラ・カベジェラ5WAYオープン・ザ・ドリームゲート戦にて最終的にサイバーがYAMATOとの王座戦に挑んだが敗北、マスクを剥がされリングネームも本名の吉田隆司となる。
6月11日、T-Hawkが土井を破り、KING OF GATE制覇。同日、YAMATOの持つドリームゲート王座への挑戦を表明。
7月1日、大阪大会で鷹木・吉田・リンダが土井・清水・Ben-Kからトライアングルゲート王座を奪取。
7月23日、鷹木・吉田・リンダがジミーズ相手にトライアングルゲート王座を防衛。同日、T-HawkがYAMATOの持つドリームゲート王座に挑戦。
9月18日、大田区大会でジミーズとの敗戦ユニット解散マッチに勝利、ジミーズを解散に追い込む。
10月5日、後楽園大会で神田裕之が加入。
11月3日、大阪府立体育会館大会で鷹木・吉田・リンダがYAMATO・ハルク・Kzyに敗れトライアングルゲート王座から陥落。
11月8日、EitaがOVER GENERATIONを離脱して再加入。
11月26日、仙台大会で鷹木・神田・EitaがYAMATO・ハルク・Kzyの保持するトライアングルゲート王座に挑戦。
12月23日、福岡国際センター大会で神田がKagetoraからブレイブゲート王座を奪取、T-Hawk・EitaがCIMA・横須賀ススムとの王座決定戦を制しツインゲート王座を戴冠。また決定戦後、パンチが追放され2018年にユニット名を改めシフトチェンジを行うことを予告。後に若手が中心となる新ユニットANTIASが誕生。ユニットとしてのヴェルセルクは終止符を打った。

## メンバー
- 鷹木信悟
- 神田裕之
- 吉田隆司
- T-Hawk
- Eita
- エル・リンダマン

## 元メンバー
- Eita（2015年9月23日追放、その後2017年11月8日再加入。）
- YAMATO（2016年5月5日追放）
- 土井成樹（2016年10月12日追放）
- Kotoka（2016年10月23日追放）
- 谷嵜なおき（2017年10月31日退団）
- 問題龍（2017年3月8日脱退）
- パンチ富永（2017年12月23日追放）
- "brother"YASSHI（ANTIAS結成に参加せず自動的に離脱）

## タイトル歴
- オープン・ザ・ドリームゲート王座

第22代：鷹木信悟
（2015年8月16日獲得、2016年2月14日王座陥落/防衛3回）
第24代：鷹木信悟
（2016年3月6日獲得、2016年7月24日王座陥落/防衛1回）
- オープン・ザ・ツインゲート統一タッグ王座

第37代：土井成樹&YAMATO
（2015年6月13日獲得、2016年3月6日王座陥落/防衛9回）
第41代：T-Hawk&Eita
（2017年12月23日獲得）
- オープン・ザ・トライアングルゲート王座

第58代：鷹木信悟&T-Hawk&サイバー・コング
（2017年3月4日獲得、2017年3月20日王座返上）
第60代：鷹木信悟&吉田隆司&エル・リンダマン
（2017年7月1日獲得、2017年11月3日王座陥落/防衛1回）
- オープン・ザ・ブレイブゲート王座

第28代：Kotoka
（2015年11月1日獲得、2016年3月5日王座陥落/防衛1回）
第32代：神田裕之
（2017年12月23日獲得）
- KING OF GATE

2017年優勝：T-Hawk